# Bukovje pri Slivnici
Bukovje pri Slivnici este o localitate din comuna Šentjur, Slovenia, cu o populație de 177 de locuitori.